# Marin Šparada
Marin Šparada (19 de setembro de 1996) é um jogador de polo aquático croata. Atualmente joga para o clube Solaris. Seu irmão Toni é também um jogador de polo aquático e também está no mesmo clube que irmão.